# Éthé (mythologie)
 (mai 2021).
Si vous disposez d'ouvrages ou d'articles de référence ou si vous connaissez des sites web de qualité traitant du thème abordé ici, merci de compléter l'article en donnant les références utiles à sa vérifiabilité et en les liant à la section « Notes et références ».
Dans la mythologie grecque, Éthé est une jument que le roi de Mycènes, Agamemnon, prête au roi de Sparte, Ménélas. Elle est décrite comme jeune et rapide, dépassant les chevaux d'Antiloque fils de Nestor, au cours du récit de l'Iliade, œuvre majeur de Homère. 